# Seimu
Imperador Seimu (成務天皇, Seimu-tennō) foi o 13º Imperador do Japão, na lista tradicional de sucessão.
Segundo o Nihonshoki, foi o quarto filho do Imperador Keikō com Yasaka Iri Hime no Mikoto, filha do Principe Yasaka Iri Hiko, neta do Imperador Sujin e uma prima de seu pai. Antes da sua ascensão ao trono, seu nome era Waka Tarashihiko.
Não há datas concretas que podem ser atribuídas a vida deste imperador ou reinado, mas é convencionalmente considerado que Seimu reinou de 131 a 191.
Diferentemente dos Tennos anteriores que construíram seus palácios na Província de Yamato, Seimu construiu o Palácio Takaanaho no Mya na Província de Ōmi (atual Shiga) e escolheu Takechi no Sokume para ser seu Primeiro Ministro. Durante o seu reinado, foram estabelecidos os limites das províncias.
O nome Seimu foi lhe dado postumamente e é característico do budismo chinês, o que sugere que o nome deve ter sido oficializado séculos após sua morte possivelmente no momento em que as lendas sobre as origens da Dinastia Yamato foram compiladas como as crônicas conhecidas hoje como o Kojiki.
O lugar de seu túmulo imperial (misasagi) é desconhecido. O Imperador Sujin é tradicionalmente venerado num memorial no santuário xintoísta de Nara que é formalmente chamado de  Saki no Tatanami no Misasagi.